# Imperialismo (dibattito storiografico)
(Raymond Aron, Pace e guerra tra le nazioni, 1970)
Imperialismo è il termine introdotto nel XIX secolo, dal 1860 al 1870, nell'Inghilterra della regina Vittoria e nella Francia di Napoleone III, per indicare la tendenza di uno Stato ad estendere il suo dominio politico ed economico su altre nazioni. In senso stretto l'imperialismo è riferito agli imperi coloniali delle potenze europee, degli USA e, nell'area orientale, del Giappone tra la fine del XIX secolo e l'inizio della prima guerra mondiale (1914)

## Il dibattito storiografico
La grande spartizione imperialista del mondo ha visto diverse interpretazioni basate su un intreccio di motivazioni economiche, di ambizioni politiche, e situazioni culturali nei vari Stati. Genericamente possono distinguersi due principali analisi: per gli storici "marxisti" l'imperialismo nasce per cause economiche: i grandi gruppi industriali e finanziari spingono i loro governi all'avventura coloniale dando l'avvio a una logica militarista che troverà sbocco nella prima guerra mondiale. Gli storici non marxisti negano le motivazioni economiche alla base dell'aggressività imperialista e vedono come cause del fenomeno motivi di ordine psicologico, ideologico e culturale. Constatano inoltre come la politica coloniale, che sarà progressivamente abbandonata, non abbia portato a quello sviluppo di mercati redditizi che ci si attendeva dai grandi investimenti oltremare e quindi allo scontro tra gli imperi coloniali. Il dibattito ha preso il via dall'opera dello storico inglese John A. Hobson del 1902 (“Imperialism”).

## John A. Hobson (1858 - 1940)
L'origine economica dell'imperialismo.
Hobson è un economista inglese, appartenente alla Società Fabiana e quindi sostenitore di un graduale moderato riformismo, che non gli impedisce però di formulare aspre critiche al sistema capitalistico causa inevitabile di disoccupazione e miseria della classe operaia. Tuttavia, egli crede nella possibilità di una riforma del capitalismo tale da sanarne gli aspetti deteriori.

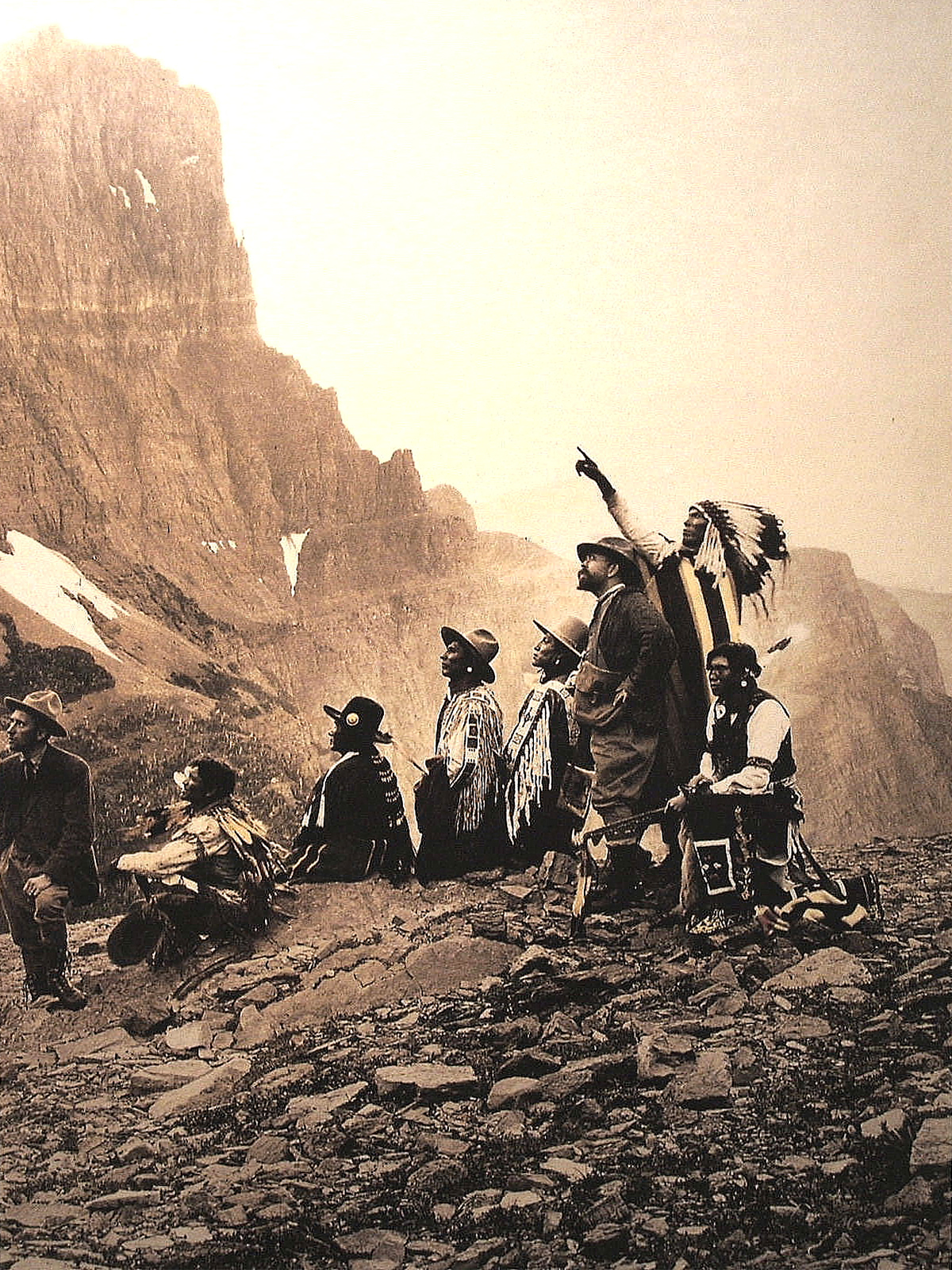
Edward Sheriff Curtis, uno dei maggiori fotografi statunitensi e storiografo per immagini della cultura dei nativi americani, durante una spedizione

Nell'opera "Imperialismo. Uno studio", pubblicato a Londra nel 1902, Hobson considera l'imperialismo statunitense che sostiene " …è il prodotto naturale della pressione economica di un improvviso incremento del capitale, che non può trovare impiego in patria e ha bisogno di mercati stranieri per i beni e gli investimenti". Quindi l'imperialismo è nella natura stessa del sistema capitalistico che genera aumenti di capitali improvvisi e inaspettati che non trovano spazio sul mercato interno e devono espandersi all'estero.
L'imperialismo non è una scelta ma una necessità e "per quanto costoso, per quanto rischioso questo processo di espansione imperiale possa essere, è indispensabile alla continuità dell'esistenza e del progresso del nostro paese" *
Le origini economiche dell'imperialismo sono evidenti anche se gli inglesi hanno portato a giustificazione delle loro conquiste coloniali soprattutto la "missione di civiltà", il dovere umanitario che la superiore nazione inglese ha nei confronti dei popoli, che pur ricchi di risorse naturali, vivono in una condizione di primitiva barbarie. Il popolo inglese per lo stesso bene di quei popoli e dell'umanità tutta deve portare alla luce quei tesori nascosti e avviare alla civiltà europea quegli ingenui e primitivi indigeni.
Il popolo americano si muoverà invece alla conquista di nuovi territori spinto dallo "spirito d'avventura" che è insito in quegli uomini che hanno strappato ai "selvaggi" le terre del lontano ovest.
Inoltre, la nascita e lo sviluppo delle moderne teorie evoluzionistiche, permise agli studiosi di ricercare una giustificazione su basi scientifiche dell'imperialismo. Le conquiste occidentali vennero identificate come il processo naturale del conflitto tra le razze più deboli e quelle più forti, riflesso nella civiltà umana di quanto avveniva nel regno animale per la lotta alla sopravvivenza. Le razze più forti, destinate a sopravvivere, avrebbero avuto il diritto di soggiogare i popoli più deboli, esportando alle altre civiltà il proprio sistema economico e politico; la scomparsa dei popoli inferiori avrebbe decretato il progresso per l'intera civiltà umana. Così scriveva a questo proposito il pedagogista francese Edmond Demolins: «Quando una razza si mostra superiore ad un'altra nei vari aspetti della vita domestica, inevitabilmente alla fine essa prenderà il sopravvento anche nella vita pubblica e stabilirà il suo predominio su quella. [...] Ho affermato che questa legge è l'unica cosa che spieghi la storia della razza umana, e le rivoluzioni degli imperi; essa inoltre spiega e giustifica l'appropriazione da parte degli europei dei territori in Asia, Africa e Oceania, e tutto il nostro sviluppo coloniale»
La cultura stessa si allinea e si vende alle esigenze economiche dell'imperialismo: le università accettano gli interessati finanziamenti dei grandi imprenditori e per gratitudine conformano il proprio insegnamento agli interessi politici ed economici dei loro finanziatori. Si forma così una classe dirigente convinta in buona fede della missione imperiale di civiltà della propria nazione.
«In questo modo le forze finanziarie e industriali dell'imperialismo forgiano e modellano l'opinione pubblica» che convinta delle teorie giustificatrici dell'assoggettamento dei popoli inferiori farà pressione sui suoi governi per spingerli ad una politica coloniale.

## Lenin (1870 - 1924)

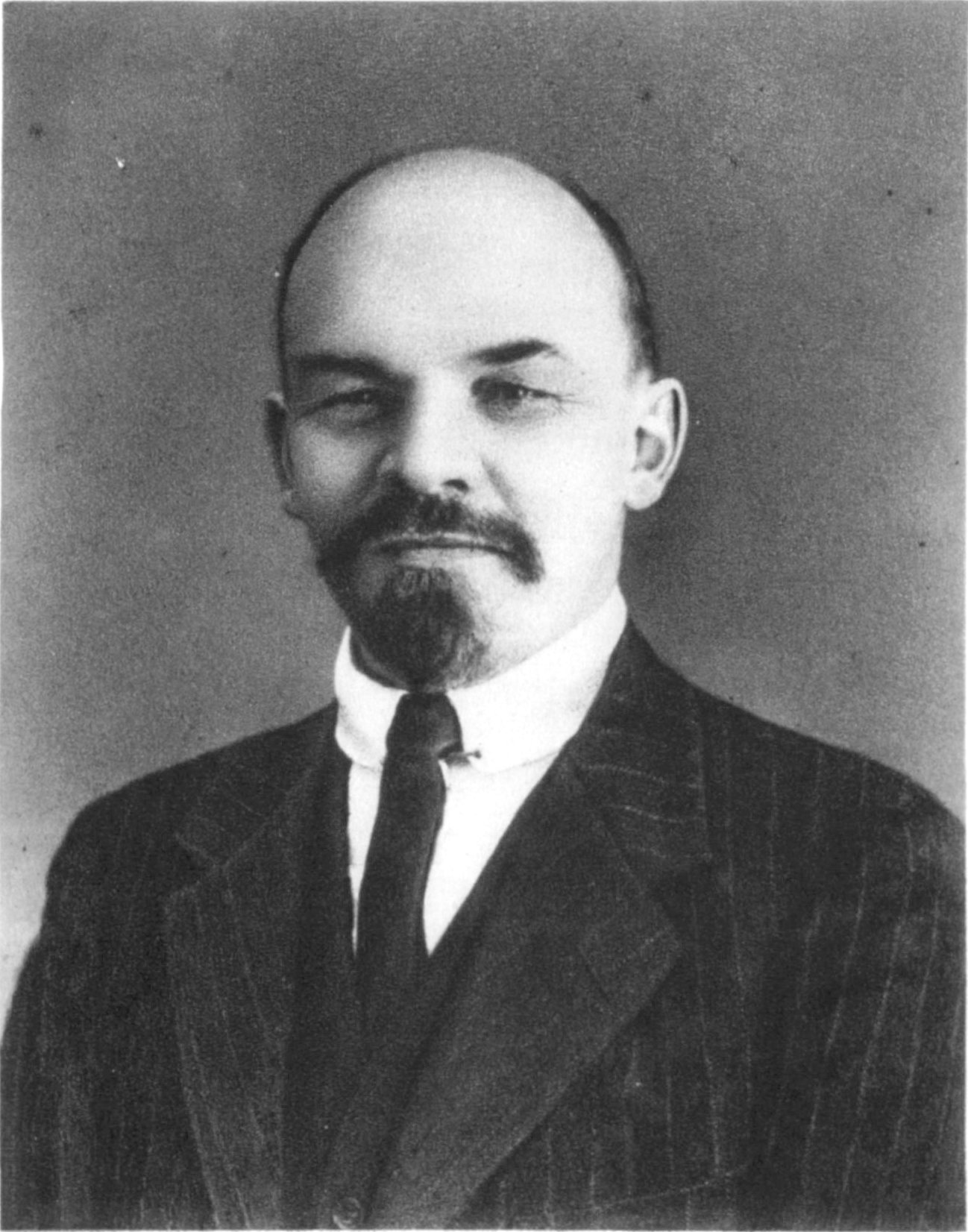
Lenin in Svizzera

L'origine economica dell'imperialismo e lo sbocco rivoluzionario.
Nel famoso saggio L'imperialismo fase suprema del capitalismo, scritto e pubblicato a Zurigo nel 1916, mentre divampava la prima guerra mondiale, e ripubblicato nel 1917 a Pietrogrado nell'anno stesso della rivoluzione bolscevica, Vladimir Il'ič Ul'janov detto Lenin, utilizzando l'opera di Hobson, R. Hilferding, e K. Kautsky affronta la questione del capitalismo monopolistico.
«L'imperialismo sorse dall'evoluzione e in diretta continuazione delle qualità fondamentali del capitalismo in generale. Ma il capitalismo divenne imperialismo capitalistico soltanto a un determinato e assai alto grado del suo sviluppo, allorché [...] si ebbe la sostituzione dei monopoli capitalistici alla libera concorrenza [...]. Se si volesse dare la definizione più concisa possibile dell'imperialismo, si dovrebbe dire che l'imperialismo è lo stadio monopolistico del capitalismo.»
Lenin quindi condivide sostanzialmente con Hobson l'ipotesi di un'origine economica dell'imperialismo dovuta alla fine della libera concorrenza e alla nascita degli aggressivi monopoli, ma non concorda con l'ipotesi che il capitalismo possa essere riformato. Solo la rivoluzione proletaria potrà definitivamente abbattere il sistema capitalistico e l'occasione si sta presentando con l'esplosione del conflitto mondiale. La prima guerra mondiale è infatti la conseguenza dell'imperialismo, è una guerra imperialistica, di conquista, rapina e brigantaggio, che mira all'annientamento del nemico "concorrente" e a sostituirsi a lui nei suoi domini coloniali. È una guerra che non va fermata ma che anzi, arrivata alle sue estreme conseguenze, per le sue atrocità e miserie spingerà i popoli europei alla Rivoluzione.

## David Kenneth Fieldhouse
L'origine politica dell'imperialismo.
Fieldhouse (1925) confuta la teoria strettamente economicistica di Hobson e Lenin:
«…i luoghi da occupare non avevano occupato fino a quel momento che un capitale molto limitato e non lo attirarono in quantità rilevante neppure in seguito. Né possiamo d'altra parte, trovare una spiegazione nella teoria più generale dell'"imperialismo economico" perché le zone del Pacifico e dell'Africa, per le quali gli stati europei erano entrati in competizione, erano di importanza economica marginale; e sulla base delle dichiarazioni degli ultimi cinquant'anni, ci si poteva attendere che i governi avrebbero respinto le richieste dei loro connazionali aventi per oggetto l'annessione di territori, i cui costi d'amministrazione sarebbero stati fuori da ogni proporzione, rispetto al loro valore economico
Fieldhouse ritiene quindi che la matrice dell'imperialismo non sia puramente economica: «La presunta necessità dell'investitore europeo, monopolista o singolo capitalista, di trovare sbocchi al suo surplus di capitale non ha avuto niente o ben poco a che fare con la spartizione dell'Africa e del Pacifico tra le potenze europee»
Siamo di fronte quindi a un imperialismo che non è nuovo ed originale ma non sarebbe altro che "un ritorno alle origini", un ritorno a quella sorta di imperialismo che si può far risalire al XVIII secolo.
Esempio lampante di quanto si afferma sarebbe il caso dell'Inghilterra. «Il tratto più rilevante della nuova situazione fu la subordinazione delle considerazioni economiche a quelle politiche»
L'Inghilterra voleva dimostrare alle concorrenti potenze europee dell'800 il prestigio delle sue armi, la sua potenza militare e nello stesso tempo assicurarsi la sopravvivenza nazionale.
In altre parole, secondo Fieldhouse, i motivi del nuovo imperialismo tra il 1870 e il 1914 vanno ricondotti alla situazione europea: «La creazione di una Germania unita, la sconfitta dell'Austria e, soprattutto della Francia dovevano dominare il pensiero europeo sino al 1914". È quindi la creazione del nuovo stato tedesco militarista ed aggressivo della Germania di Bismarck che determina in Europa atteggiamenti propri del vecchio mercantilismo del XVIII secolo: "tornarono le tariffe protettive, con il primario scopo di edificare un'autosufficienza nazionale e il potere di fare la guerra»
Analizzando la politica estera del Bismarck si vede come soltanto dopo il 1884 egli decida di rivendicare alla Germania il controllo delle aree nelle quali essa aveva interessi economici ma in effetti questa pretesa mascherava l'intento di dimostrare il diritto della Germania di assumere un ruolo primario nella politica europea come potenza internazionale. Ruolo che gli era stato riconosciuto già a livello diplomatico nel Congresso di Berlino del 1878, dove Bismarck si era assunto la funzione di disinteressato ed "onesto sensale".
Tra i motivi quindi eminentemente politici del nuovo imperialismo vanno aggiunti, inoltre anche il timore di rimanere fuori dalla spartizione del mondo: «La scelta ormai era tra l'agire e il permettere al rivale di "agire lui": la corsa alle colonie fu perciò il prodotto della diplomazia "più che di qualche altra forza più positiva» In conclusione l'imperialismo della fine dell'800 fu un fenomeno politico «il prodotto di timori e di rivalità nell'ambito europeo»
La Germania quindi pietra dello scandalo. La Germania del miracolo di Sadowa, del 1866, annus mirabilis, quando, come insegna Benedetto Croce, si verificò la frattura europea tra la prima e la seconda metà dell'800 con l'eclisse del pensiero liberale, con lo smarrimento della razionalità: «il rifiuto della sana moralità dei libri contabili e l'adozione di un credo basato su concetti assurdi, irrazionali, come la superiorità della razza e il prestigio della nazione».

Attraenti e fascinosi miti che fecero ben presto presa con la propaganda tra le masse generando un fenomeno che potrebbe definirsi di "paranoia" sociale fomentata anche da intellettuali che esaltavano in un delirio di bellicismo estetizzante, come fosse bello morire per la patria 
 e come la guerra rigenerasse il sangue dei vecchi popoli. Si diffondevano in Europa i semi del fascismo.

## Joseph Alois Schumpeter (1883 - 1950)
Forze irrazionali all'origine dell'imperialismo.
Nel saggio "Zur Sociologie der Imperialismus", presentato dallo storico diplomatico americano W.L. Langer come «uno dei più originali e stimolanti tra tutti gli scritti sull'imperialismo», il filosofo dell'economia Schumpeter accetta ed approva il sistema capitalistico. Il fenomeno dell'imperialismo non appare più collegato a cause economiche, come nell'interpretazione leninista, ma piuttosto si pensa sia da riportare a cause di tipo psicologico che, impersonate dalla politica, avevano deformato e alterato le strutture tendenzialmente pacifiche del capitalismo. L'imperialismo nasce quindi, dalle forze irrazionali, passionali e istintive dell'uomo che si oppongono all'impianto razionale che è alla base del sistema capitalistico. Questi è orientato al perseguimento dell'interesse attraverso la concorrenza e il libero gioco della domanda e dell'offerta, dove gli interessi contrastanti si compongono naturalmente in un'armonica ed equilibrata sintesi. Quando questo non accade la colpa è da imputare a forze irrazionali che si esprimono nella politica per cui l'imperialismo è «l'assurda tendenza di uno stato a perseguire un'espansione illimitata e violenta»
A sostegno della sua tesi Schumpeter considera il caso dell'Inghilterra, dove il partito conservatore di Disraeli, per guadagnarsi il favore delle masse, e quindi essenzialmente per motivi politici interni, lanciò lo slogan dell'imperialismo rivolto al sentimento nazionalista inglese, raccogliendo una moltitudine di consensi che spinse il governo ad adottare una politica coloniale che senza Disraeli sarebbe stata già esaurita nell''800.

## Hannah Arendt (1906 - 1975)
Nella seconda delle tre parti de Le origini del totalitarismo Hannah Arendt affronta il tema dell'imperialismo. Per Hannah Arendt esso fu la naturale valvola di sfogo per capitali e uomini superflui: le aziende operanti sui mercati nazionali - ormai saturi – necessitavano di impiegare in qualche modo i capitali accumulati negli anni, mentre allo stesso tempo decine di migliaia di persone - rese superflue al mercato del lavoro dalle continue migliorie ai processi di produzione – necessitavano di impiego. Come nella rivoluzione francese il feudalesimo fu abbattuto prima nelle regioni in cui era meno forte (il popolo non tollera chi non contribuisce alla società; un signore feudale senza poteri ma ancora ricco diventa estremamente superfluo, esattamente come un capitalista che non offre un lavoro), era facile prevedere che si sarebbero potute verificare tensioni per via di queste due classi. L'apparente uovo di Colombo fu l'espansione delle industrie sulle colonie: per la prima volta era la borghesia, il capitale, ad espandersi per proprio conto in terre straniere: il potere politico non farà altro che fornirgli protezione (servizi di polizia), per poi assumere il controllo (diretto nel caso della Francia, indiretto in quello dell'Inghilterra) solo quando l'espansione e l'imperialismo siano diventati pilastro della vita politica – quando cioè i borghesi e gli industriali, convinta la plebe che l'espansione economica fosse il solo obiettivo politico a fare gli interessi di tutta la nazione, si insediarono in parlamento allo scopo di favorire i propri affari.
La borghesia, quindi, unica classe sociale ad aver finora dominato senza interessarsi mai della politica, divenne padrona di quest'ultima, contando sull'appoggio della plebe (gli scarti di tutte le classi sociali) e dei nazionalisti, che nell'imperialismo vedevano il trionfo della propria nazione sulle altre.

### Imperialismo e razzismo
Prima dell'imperialismo le teorie razziali avevano valenza di semplici opinioni, e come tali confutabili; è solo con l'imperialismo che queste ultime diventano vere ideologie, cioè singole ipotesi con cui si riesce a spiegare qualsiasi aspetto della vita. Prima di questa trasformazione erano perfettamente rappresentate dalle sciocchezze del marchese di Boulainvilliers o del conte di Gobineau: mitici popoli germanici di razza superiore che, scesi in Francia, avevano fondato l'aristocrazia (nel caso del primo) o una teoria che spiegava - col mescolamento del sangue nobile a quello plebeo – l'ormai sopravvenuto declino dell'aristocrazia e permetteva al suo nobile teorizzatore di proclamarsi puro (in virtù del suo sangue mai mescolato) nel caso del secondo.
Diverso il caso di Edmund Burke e del razzismo inglese: in una società che ancora conservava i privilegi aristocratici, esso estese la definizione di "razza pura" a tutto il popolo inglese, allo scopo di dare una consolazione alle classi più povere: seppur inferiori ai nobili, erano pur sempre superiori al resto del mondo.
La razza e la burocrazia divennero i pilastri dell'espansione imperialista. Solitamente si usava colonizzare una terra nel caso essa fosse stata ricca e scarsamente abitata, o impiantarvi una stazione marittima, nel caso mancassero questi due requisiti.
Nel Sudafrica gli olandesi attuarono la seconda opzione, usandolo come base per l'India per poi dimenticarsi dei propri uomini una volta aperto il canale di Suez; questi ultimi erano i Boeri, o Afrikaner, che si erano garantiti la sopravvivenza in terre così ostili sfruttando la propensione delle popolazioni autoctone a crederli esseri superiori per renderli schiavi. Quando in Sudafrica si scoprirono miniere di diamanti e folle di nobili avventurieri inglesi e scarti della società vi si riversarono, a contatto con i boeri ne mutuarono il razzismo; la madrepatria scoprì così che era possibile usare la sola forza bruta per assicurarsi il controllo di una popolazione.
Il controllo istituzionale era invece affidato alla burocrazia imperialista: il primo e più fulgido esempio di questa fu l'inglese Lord Cromer. Console egiziano dal 1883 al 1907, arrivò animato da sentimenti nobili: tenere in mano inglese il canale di Suez così che essi potessero continuare a “proteggere l'India”, insegnando agli autoctoni la loro superiore cultura. Appena stabilitosi, non poté più credere che agli inglesi interessasse qualcosa di popoli che gli apparivano “arretrati”, ed iniziò a dominare il paese senza che gli fosse mai stata davvero concessa questa autorità. Il suo dominio basato su decreti provvisori, leggi non scritte, arbitrarietà perpetrate non da riconoscibili soldati ma da agenti segreti fu il modello per tutte le altre colonizzazioni.

### Imperialismo continentale
I panmovimenti, attivi già dal 1870 (vedasi il partito pangermanista di Schonerer) con l'avvento dell'imperialismo iniziano a farsi violenti. Se i paesi con sbocchi sul mare si arrogano il diritto di espandersi negli altri continenti, i panmovimenti reclamano il diritto di annettere le terre loro confinanti; a differenza dell'imperialismo d'oltremare, in questo imperialismo continentale non è il capitale il motore ultimo delle azioni, quanto “un'ampliata conoscenza etnica” e un nazionalismo tribale: l'idea che il proprio popolo fosse eletto da Dio al dominio, e che solo la divisione lo impedisse. Pangermanisti e panslavisti facevano affidamento sulle frustrazioni dei popoli che non avevano un proprio stato o non erano rappresentati; quando invece lo avevano – come i pangermanisti tedeschi – fidavano sulla frustrazione del popolo per non poter partecipare al banchetto dell'imperialismo d'oltremare.
Crocevia di queste pulsioni fu l'impero austro-ungarico, dilaniato da pangermanisti austriaci e panslavisti slavi (Cechi, Sloveni, Slovacchi, Croati e Serbi di Serbia). Come già accennato prima, entrambi i movimenti erano intrisi di antisemitismo – sentito come connotazione naturale, dato il loro odio nei confronti dello stato e l'identificazione dell'ebreo con questo – che sfogavano in violente azioni contro le comunità ebraiche: il loro assoluto disprezzo per la legalità era mutuato dall'arbitrarietà propria dell'Impero austro-ungarico e dell'Impero russo, i quali non si facevano eccessivi scrupoli a disprezzare le proprie stesse leggi. I panmovimenti non riuscirono mai a sovvertire l'ordine nazionale, ma sfruttando bene la mancanza di fiducia del popolo nei confronti dei partiti tradizionali -corrotti o impossibilitati ad agire per il bene della popolazione- evidenziarono come lo stato nazionale non avesse mai risposto alle esigenze della popolazione.
Dopo la prima guerra mondiale quel che restava dell'Impero austro-ungarico fu diviso in stati, ovviamente a loro volta suddivisi in minoranze (date le peculiari caratteristiche dell'Europa dell'Est). Senza l'oppressiva burocrazia dell'impero, cade il mito dell'unione tra Stato (organo di governo) e nazione (popolo): dalla rivoluzione francese in poi si era sempre dato per scontato che il primo fosse diretta espressione del secondo, e il conferire i diritti umani ai propri cittadini avrebbe significato conferirli a tutto il popolo. In un contesto in cui non si poteva neanche definire un popolo come numericamente prevalente sull'altro (Cecoslovacchia, ad es.) e gli apolidi si erano affacciati sulla scena, si presentava il problema di cosa farne: non era possibile naturalizzarli in blocco, né dare asilo politico alle masse; rimpatriarli era impossibile perché non desiderati.

## Tom Kemp

### L'aggressività dell'imperialismo nello stesso capitalismo
Kemp contesta la concezione dello Schumpeter di un capitalismo basato sulla libera concorrenza dove il migliore prevale naturalmente.
Non è vero quindi che il capitalismo è un sistema razionale e sano per cui l'imperialismo è una degenerazione di quel sistema, una deviazione di forze politiche irrazionali che prevalgono sulle strutture pacifiche del capitalismo.
«Il capitalismo non era un meccanismo quasi automatico, e tutto sommato benefico, che operasse secondo gli schemi previsti dai testi scolastici, bensì, nel mondo reale, un sistema di sfruttamento basato su disparità di ricchezza e di potere che, pur rendendo possibile un grandioso sviluppo di forze produttive, non lo faceva in risposta diretta ad effettivi bisogni sociali ed era inevitabilmente accompagnato da aspetti socialmente rovinosi.»
Kemp riprende la tesi marxista del carattere tendenzialmente egoistico e antisociale della produzione capitalistica e ne mette in rilievo il carattere aggressivo che le è connaturato. Quindi l'imperialismo non sarebbe altro che la traduzione su un piano globale del carattere spregiudicato e violento che ha caratterizzato il capitalismo fin dalla sua origine.

## Raymond Aron (1905 – 1983)

### L'origine millenaria dell'imperialismo
«Sociologi ed economisti di ispirazione liberale imputavano a queste sopravvivenze di spirito di monopolio le imprese imperialistiche delle nazioni capitaliste e borghesi, mentre i socialisti tentavano di dimostrare che tale spirito di monopolio e di conquista era inscindibile dal capitalismo in quanto tale. Entrambi avevano torto. Nella misura in cui il suo significato e la sua origine erano economici, l'imperialismo della fine del secolo XIX non era l'ultimo stadio del capitalismo, ma l'ultimo stadio dell'imperialismo millenario....gli uomini e ancor più gli stati hanno sempre voluto il dominio per se stesso. Non basta che l'impero sia economicamente sterile perché i popoli o coloro che parlano in loro nome rinuncino alla gloria di regnare.»
Secondo Aron il sistema industriale dei nostri tempi ha subito colto l'inutilità economica delle conquiste coloniali. Vi è stato un tempo in cui l'imperialismo ha generato grandi profitti e questo accadeva quando il capitalismo si configurava come monopolistico. Le colonie erano obbligate a commerciare solo con la madrepatria e ad esse era fatto divieto d'impiantare industrie che producessero beni in concorrenza con quelle dei colonizzatori. Esemplare il caso del monopolio inglese verso i coloni americani da cui ne scaturì la rivoluzione americana.
Oggi l'economia industriale si basa essenzialmente sugli scambi e questo le procura un dinamismo tale che essa ormai «tende ad espandersi nel mondo intero e ad abbracciare l'intera umanità»
Quindi non più imperialismo economico ma globalizzazione dell'economia.
Aron comunque nega che non sopravviva ancor oggi una forma di imperialismo che, ricoperto da giustificazioni politiche ed ideologiche, ripropone alla fine l'antico imperialismo delle origini: quello assiro, babilonese, egizio, medio-persiano, dell'Impero romano, quello arabo nel mediterraneo, quello dei crociati ecc..
Una volontà di dominio sempre mascherata da presunte superiorità civili, culturali, razziali. 
Un imperialismo innato alla natura umana che, anche in assenza di reali motivazioni economiche, generato da una miscela di spinte religiose, demografiche, militari, politiche, ha attraversato tutta la storia dell'uomo.

## Chalmers Johnson (1931 - 2010)

### L'imperialismo statunitense
Chalmers Johnson crede che il rafforzamento dell'egemonia americana sul mondo costituisca una nuova forma di impero globale. Mentre gli imperi tradizionali mantenevano il controllo delle popolazioni sottomesse tramite il sistema delle colonie, dalla seconda guerra mondiale gli Stati Uniti hanno invece sviluppato un vasto sistema di centinaia di basi militari in tutto il mondo a copertura dei loro interessi strategici. Passato il lungo periodo della guerra fredda, dopo il collasso dell'Unione Sovietica nel 1989, Johnson rileva che invece di smobilitare le loro forze armate, gli Stati Uniti acceleravano la loro dipendenza da soluzioni militari in risposta sia a problemi economici che politici. Le conseguenze di questo militarismo, da distinguersi da una reale difesa del territorio domestico, sono: un aumento del terrorismo contro gli Stati Uniti ed i suoi alleati, la perdita dei fondamentali valori democratici in patria, un prevedibile disastro per l'economia americana.